# Bacchus
För andra betydelser, se Bacchus (olika betydelser).

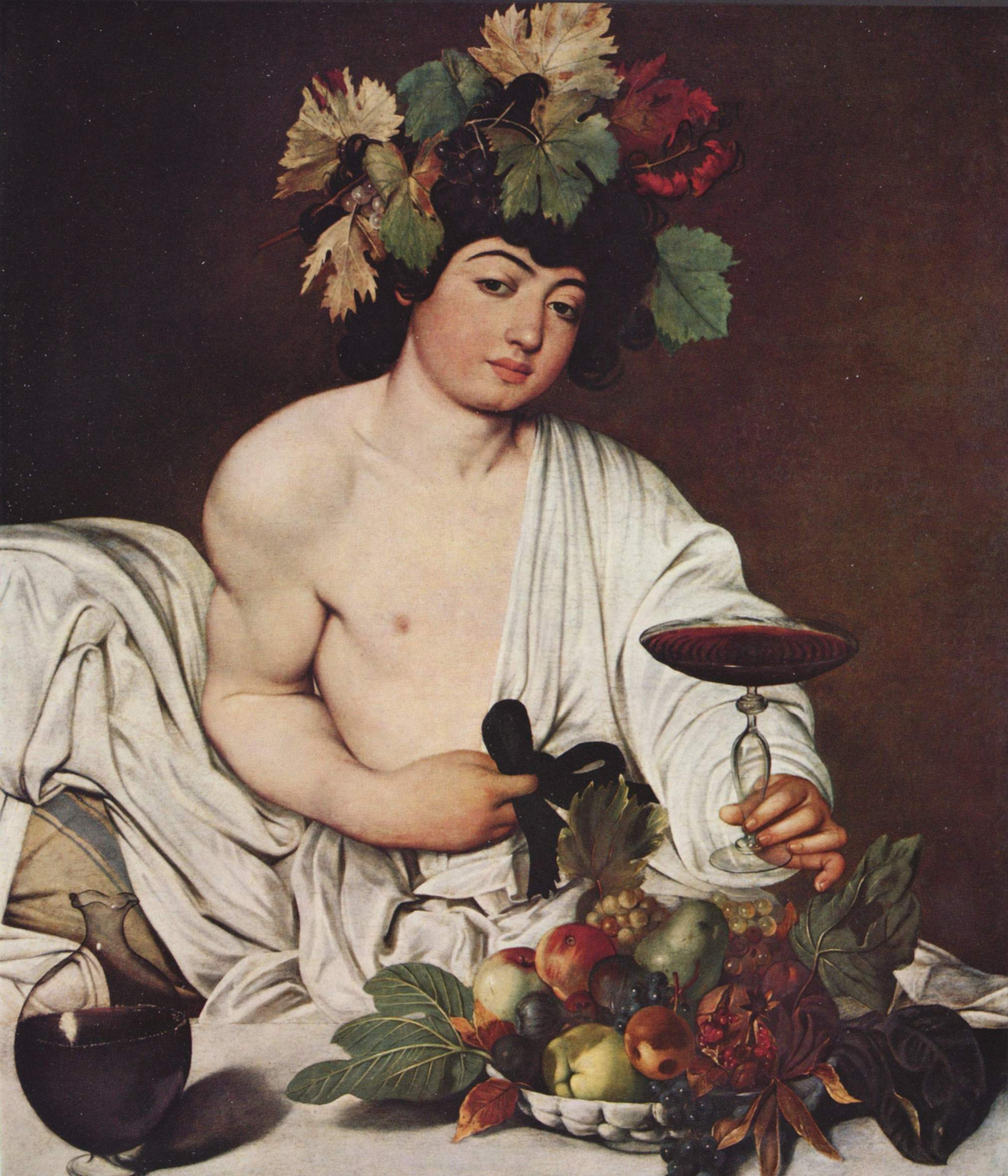
Bacchus av Caravaggio.

Bacchus (latin: Bácchus, klassisk grekiska: Βᾰ́κχος, Bákkhos, modern grekiska: Βάκχος, Vákchos) var i romersk mytologi rusets och vinets gud.
Han var romarnas version av grekernas Dionysos (latin: Dionȳsus, klassisk grekiska: Δῐόνῡσος, Diónūsos, modern grekiska: Διόνυσος, Diónysos) och namnet påstås kunna härledas tillbaka till ett ord för "bullrigt uppträdande" och även "den begråtne, den djupt sörjde".
Romarnas tumultartade fester till Bacchus kallades backanaler (lat. bacchanalia). Bacchus gestaltades först som en skäggig man, men senare framställdes han som en yngling. Bacchus kan också härledas till sumerernas Dumuzi, akkadernas Tammuz, den grekiske Dionysos, samt med sannolikhet till den bibliske Nimrod enligt Dr. Alexander Hislop[källa behövs].
Bacchus var gift med Ariadne (prinsessan som, enligt grekisk mytologi, hjälpte hjälten Theseus att döda minotauren).